# Koezuka Kazuaki
Kazuaki Koezuka (sinh ngày 10 tháng 2 năm 1967) là một cầu thủ bóng đá người Nhật Bản.

## Sự nghiệp câu lạc bộ
Kazuaki Koezuka đã từng chơi cho Gamba Osaka.

## Thống kê câu lạc bộ

### J.League
| Đội         | Năm       | J.League | J.League | J.League Cup | J.League Cup | Tổng cộng | Tổng cộng |
| Đội         | Năm       | Trận     | Bàn      | Trận         | Bàn          | Trận      | Bàn       |
| ----------- | --------- | -------- | -------- | ------------ | ------------ | --------- | --------- |
| Gamba Osaka | 1992      | -        | -        | 6            | 0            | 6         | 0         |
| Gamba Osaka | 1993      | 15       | 0        | 5            | 1            | 20        | 1         |
| Tổng cộng   | Tổng cộng | 15       | 0        | 11           | 1            | 26        | 1         |